# Rotherham County FC
Rotherham County FC var en engelsk fotbollsklubb från Rotherham, Yorkshire. Klubben bildades 1877 under namnet Thornhill Football Club och senare Thornhill United. Klubben bytte namn till Rotherham County FC 1905. Rotherham County upplöstes 1925 när de gick ihop med Rotherham Town FC för att bilda Rotherham United FC,som än idag existerar.